# Jóáház izraeli király
Jóáház az Izraeli Királyság uralkodója, Jéhu fia. 17 évig uralkodott. 
Egy meggyengült országot örökölt apjától, amelyet Hazáel és III. Benhadád arámi király egész életében szorongattak. Az ország csak fia, Jóás uralkodása alatt erősödött meg.
Jóáház istentelen életet élt, és csak kétségbeesésében fordult Istenhez.

## Fordítás
Ez a szócikk részben vagy egészben  a   Jehoahaz of Israel című angol Wikipédia-szócikk fordításán alapul.  Az eredeti cikk szerkesztőit annak laptörténete sorolja fel. Ez a jelzés csupán a megfogalmazás eredetét és a szerzői jogokat jelzi, nem szolgál a cikkben szereplő információk forrásmegjelöléseként.